# 特茹河畔阿米埃拉
特茹河畔阿米埃拉是葡萄牙波塔莱格雷区的一个堂区。总面积102.44平方公里，总人口309人，人口密度3人/平方公里。